# Grafit (umetnost)
Grafit (mn. grafiti) je umetniška risba, napis ali slika na javni površini (največkrat na zidu) narejen s kredo, ogljem ali sprejem. Grafit je tipičen za subkulturo velikih mest in pogosto vsebuje politična sporočila oz. uporniški odnos do socialnih norm.

## Etimologija
Izraz izhaja iz italijanske besede graffito, ki pomeni podobo ali napis, ki nastane s strganjem po trdi površini (iz graffiare = praskati). Množinska oblike besede, graffiti, se je v večino svetovnih jezikov prenesla s pomenom stenski napis ali podoba, s posebnim poudarkom na poljudnem izvoru in večinoma kontestativni vsebini.

## Grafiti v umetnosti
Grafit se v umetnosti obravnava kot oblika lastnega likovnega izražanja, ki nemalokrat razbija monotonost urbanega javnega prostora in na drugačen način opozarja na npr. namen ali posebnost objekta, aktualnosti v družbi, prostoru, včasih tudi na humoren in nevsakdanji način.
Nekateteri grafitarji so s svojimi deli v značilnem slogu dosegli širšo in celo mednarodno prepoznavnost.

### Znani ustvarjalci
Banksy je anonimni britanski ulični umetnik, politični aktivist in filmski režiser, ki deluje od 90. let dvajsetega stoletja. Njegova satirična ulična umetnost in subverzivni epigrami združujejo temen humor z grafiti, izvedenimi v izraziti tehniki stenciranja.